# Johann Rudolf Wurstemberger (Landvogt)

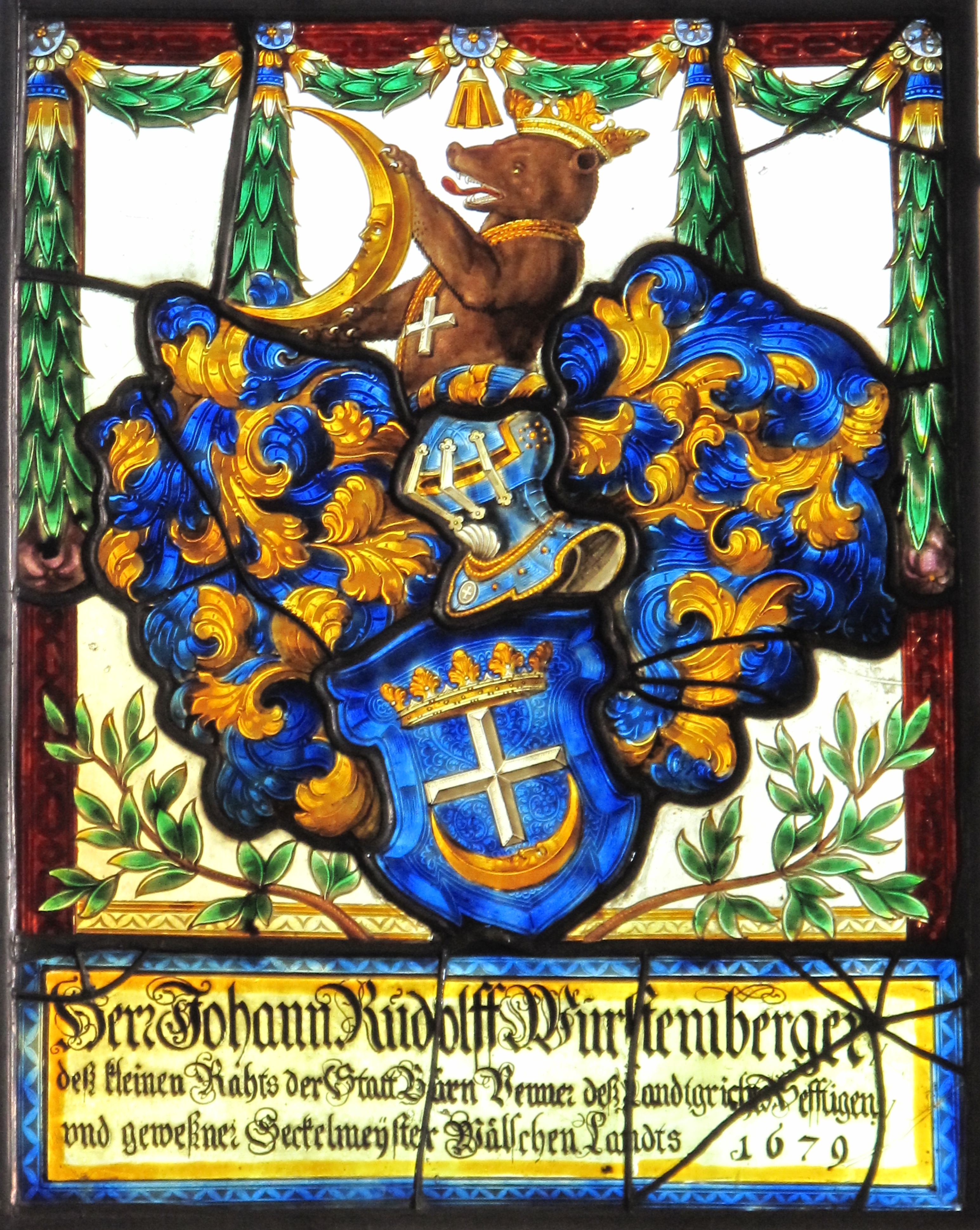
Wurstembergers Wappenscheibe (1679) in der Kirche Thurnen

Johann Rudolf Wurstemberger (getauft 26. Mai 1608 in Bern; † 11. Mai 1693 ebenda) war ein Berner Landvogt und Tagsatzungsgesandter.

## Leben
Wurstemberger entstammte der Berner Patrizierfamilie Wurstemberger. Seine Eltern waren Hans Rudolf Wurstemberger und Anna Wyttenbach. In erster Ehe heiratete er 1630 Magdalena, Tochter des Hans Franz von Wattenwyl. Sein Schwiegervater war Landvogt, Oberst in französischen Diensten und Herr von Luins. Zehn Jahre später ging er die Ehe ein mit Magdalena, Tochter des Karl von Bonstetten, Berner Kleinrat und Herr von Vaumarcus und Jegenstorf. Seine dritte Ehefrau wurde 1658 Barbara, Tochter des Niklaus Kirchberger, Berner Kleinrat und Herr von Bremgarten. Durch Magdalena von Wattenwyl und eine Erbschaft aus einem anderen Familienzweig kam er in den Besitz von Rebgütern in Mont-sur-Rolle, zu ihnen gehörte das spätere Belletruche. Mit dem Rebgut von Mur rundete er seinen Besitz ab.
Wurstemberger schrieb sich 1624/25 an der Universität Basel ein. Im Jahr 1638 wurde er in den Grossen Rat aufgenommen. Im folgenden Jahr wurde er Stellvertreter des Landvogts von Saanen (Gessenay). Er war 1646–1648 Berner Grossweibel, 1648–1654 Landvogt von Avenches, ab 1657 Mitglied des Kleinen Rats, 1666–1668 Salzdirektor und 1670–1677 als Welschseckelmeister für die Einkünfte von der Waadt verantwortlich. In der Gesellschaft zu Pfistern war er 1661–1665, 1669–1670 und 1677–1681 Venner.
Häufig zur Tagsatzung entsandt, hatte er Anteil am Aushandeln des Defensionales von Baden, das 1673 beschworen wurde. Als erste allgemeingültige Wehrverfassung der Eidgenossenschaft 1792 erneuert, wurde es Grundlage für das Militärreglement von 1817.
Wurstembergers Tochter Euphrosyne (1650–1727) heiratete am 6. Juni 1667 in Bümpliz Beat Fischer (von Reichenbach, 1641–1698). Dieser übernahm 1675 die Bernische Post (Fischerpost).
In der Kirche in Thurnen ist eine durch Wurstemberger gestiftete Wappenscheibe erhalten.

## Fussnoten
1. ↑  Benoît de Montmollin: Defensionalordnungen. In: Historisches Lexikon der Schweiz.
2. ↑  Hans Braun: Beat Fischer von Reichenbach. In: Historisches Lexikon der Schweiz. (Stand: 29. Oktober 2009)
3. ↑  Marc Moser: Fischer, Beat von. In: Neue Deutsche Biographie (NDB). Band 5, Duncker & Humblot, Berlin 1961, ISBN 3-428-00186-9, S. 173 (Digitalisat).
4. ↑  Moser gibt in der NDB eine «Euphrosyne Fischer» als Mutter und Ehefrau Wurstembergers an.
5. ↑  Siehe Fotografie, mit dem Text geweßner Seckelmeyster Wälschen Landts 1679 ist der Bezug zu diesem Joh. Rudolf Wurstemberger gegeben.

| Personendaten    | Personendaten                    |
| ---------------- | -------------------------------- |
| NAME             | Wurstemberger, Johann Rudolf     |
| KURZBESCHREIBUNG | Schweizer Offizier und Politiker |
| GEBURTSDATUM     | 26. Mai 1608                     |
| GEBURTSORT       | Bern                             |
| STERBEDATUM      | 11. Mai 1693                     |
| STERBEORT        | Bern                             |